# Maloïaroslavets
Maloïaroslavets (en russe : Малояросла́вец) est une ville de l'oblast de Kalouga, en Russie, et le centre administratif du raïon de Maloïaroslavets. Sa population s'élevait à 29 503 habitants en 2013.

## Géographie
Maloïaroslavets est située sur la rive droite de la Louja, un affluent de l'Oka, à 14 km au sud-ouest d'Obninsk, à 53 km au nord-est de Kalouga et à 110 km au sud-ouest de Moscou.

## Histoire
Maloïaroslavets a été fondée à la fin du XIVe siècle par le prince Vladimir Andreevitch de Serpoukhov, et nommée Iaroslavets d'après le nom de son fils Iaroslav. En 1485, la ville fut annexée par la Moscovie et rebaptisé Maloïaroslavets pour la distinguer de Iaroslavl. Au cours de l'invasion de la Russie par la Grande Armée, la bataille de Maloïaroslavets se déroula près de la ville, le 24 octobre 1812.
Des combats acharnées eurent lieu près de Maloïaroslavets pendant la bataille de Moscou en 1941–1942. La ville fut prise par l'armée allemande le 18 octobre 1941 et libérée par l'Armée rouge le 2 janvier 1942.

## Population
Recensements (*) ou estimations de la population :
| 1856  | 1897* | 1926* | 1939*  | 1959*  | 1970*  |
| ----- | ----- | ----- | ------ | ------ | ------ |
| 2 800 | 2 497 | 5 455 | 11 729 | 17 892 | 21 219 |

| 1979*  | 1989*  | 2002*  | 2010*  | 2012   | 2013   |
| ------ | ------ | ------ | ------ | ------ | ------ |
| 22 108 | 26 582 | 31 606 | 30 392 | 29 953 | 29 503 |